# Japanische Besetzung von Attu
Dutch Harbor – 1. Attu – 1. Kiska – 2. Kiska – 3. Kiska – Komandorski-Inseln – 2. Attu – Chichagof Harbor – 4. Kiska
Die japanische Besetzung von Attu geschah während der Invasion von zwei Inseln der Aleuten im Zweiten Weltkrieg. Truppen der Kaiserlich Japanischen Armee landeten am Tag nach der japanischen Besetzung Kiskas am 7. Juni 1942 auf der Insel Attu. (Wegen des Zwecks und Hintergrundes siehe Japanische Besetzung von Kiska.) Die Besetzung endete am 30. Mai 1943 mit der alliierten Operation Landcrab.

## Besetzung
Am 7. Juni 1942 landete die 1.140 Mann starke Nordmeertruppe unter dem Kommando von Major Matsutoshi Hozumi auf der Insel Attu und besetzte sie ohne auf Widerstand zu treffen. Auf der Insel Attu lebten 45 indigene Aleuten und Charles Foster Jones, ein Amateurfunker und Wetterreporter mit seiner Frau Etta, einer Lehrerin und Krankenschwester. Kurz nach der japanischen Besetzung wurde Jones von den japanischen Truppen exekutiert, weil er sich weigerte, sein selbst zerstörtes Funkgerät zu reparieren. Das Dorf der Einwohner bestand aus mehreren Häusern rund um den Hafen von Chichagof auf der Nordostseite der Insel. Unmittelbar nach der Landung begannen die Japaner mit dem Bau von Flugplätzen und Verteidigungsstellungen. Die nächstgelegenen US-Streitkräfte waren auf den Fox Islands in Fort Glenn auf Umnak, in Dutch Harbor und auf Adak Island. Während der japanischen Besatzung führten die Amerikaner häufig Luftangriffe auf Kiska und Attu durch.
Am 8. August 1942 beschoss die US Kampfgruppe TG.8.6. unter Vizeadmiral Smith mit zwei Schweren Kreuzern, der Indianapolis, und der Louisville, drei Leichten Kreuzern, der Nashville, der St. Louis und der Honolulu und vier Zerstörern, der Gridley, der McCall, der Case und der Reid die japanischen Einrichtungen auf Kiska.
Das kaiserliche Hauptquartier befahl daraufhin, die Insel Attu zu räumen, um die Verteidigung der Insel Kiska zu verstärken. Die Truppen auf Attu zerstörten Einrichtungen und Verteidigungsstellungen, als sie die Insel verließen. Die indigenen Bewohner wurden in ein Lager in der Nähe von Otaru auf Hokkaido gebracht und dort bis zum Ende des Krieges festgehalten. Etta Jones wurde in Yokohama interniert und bei Kriegsende befreit.
Ursprünglich plante das japanische Hauptquartier die Aleuten nur bis zum Winter 1942 zu besetzen, doch aufgrund wiederholter Angriffe amerikanischer Streitkräfte beschlossen sie, die Besetzung bis 1943 zu verlängern. Am 18. Oktober glaubte die japanische Armee anhand einer amerikanischen Radiosendung erfahren zu haben, dass die Insel Amchitka von US-Kräften besetzt worden war und beschloss, die Insel Attu wieder zu besetzen, was am 20. Oktober geschah. Das war zwar zu dem Zeitpunkt eine Falschmeldung, aber am 12. Januar 1943 landeten tatsächlich amerikanische Streitkräfte auf der Insel Amchitka und die Luftangriffe auf die Inseln Attu und Kiska wurden verstärkt.
Am 11. Februar 1943 übernahm Armeeoberst Yamasaki Yasuyo den Oberbefehl über die Besatzungstruppe auf Attu. Allerdings erreichte er die Insel erst am 14. April 1943 auf dem U-Boot I-31. Er ließ die bei der Räumung verlassenen Verteidigungsstellungen wieder instand setzen und verstärken. Allerdings war die Versorgung aufgrund der passiven Verteidigungspolitik des kaiserlichen Hauptquartiers, des für die Aleuten typischen schlechten Wetters und der Behinderung durch die US-Streitkräfte unzureichend und blieb es bis zum alliierten Angriff am 11. Mai 1943.